# Cryptotis hondurensis
Cryptotis hondurensis es una especie de musaraña de la familia soricidae.

## Distribución geográfica
Se encuentra en El Salvador, Guatemala, Honduras y Nicaragua.